# Magdalene Sophie Buchholm

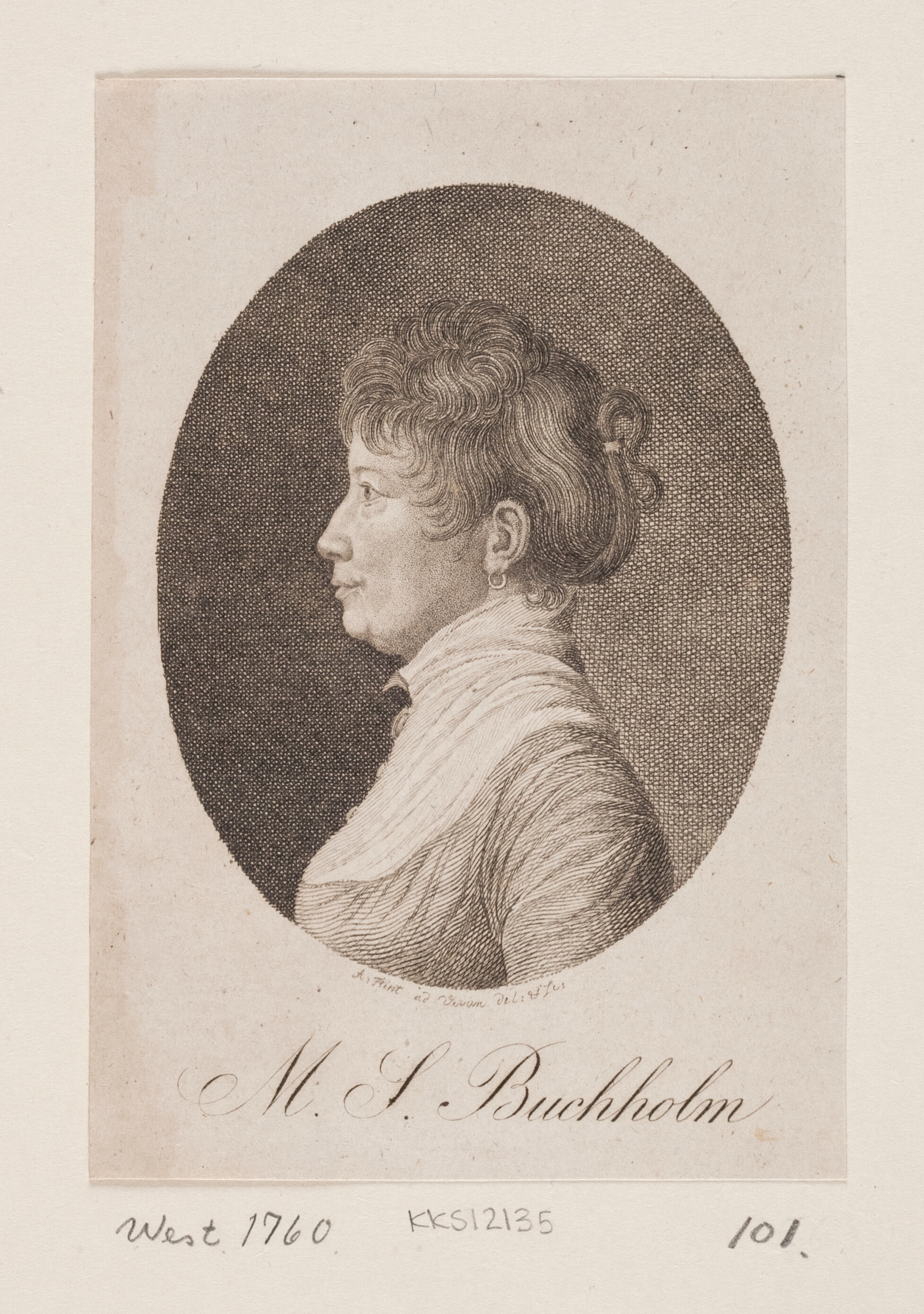
Magdalene Sophie Buchholm (Kupferstich von Andreas Flint)

Magdalene Sophie Buchholm, geborene Bentzen, verwitwete Castberg, (* 15. März 1758 in Skien; † 12. August 1825 in Kragerø) war eine norwegische Lyrikerin; die einzige ihrer Zeit, die unter ihren Zeitgenossen als „Sappho des Nordens“ Anerkennung fand, und die einzige Schriftstellerin, die Mitglied der Literatenvereinigung Det Norske Selskab wurde. 

## Leben
Magdalene Sophie Bentzen war die Tochter von Mogens Bentzen (1715–1770) und Sophie Heltzen (oder Hellesdatter) (1720–1798). Der Vater war Justizrat, Vicelagmand (stellvertretender Richter) und Bürgermeister in Skien, wurde aber 1764 Assessor im Bergamt und Bergamtsverwalter in Kongsberg. Die Mutter war eine Schwester von Poul Heltzen (1711–1771), Konferensraad in der Kopenhagener Rentekammer.
Magdalene Sophie beschrieb sich später selbst als aufgewecktes Kind, das gerne las und schrieb. Ihre Mutter bremste ihre intellektuellen Ambitionen und versuchte, sie auf ihre zukünftige Rolle als Hausfrau einzuschränken. Im Rückblick auf ihre konfliktreiche Jugend dankte Magdalene ihrer Mutter für die erhaltene Erziehung, was wohl nur ein Ausdruck von Pietät und keineswegs ihre ehrliche Überzeugung war. Sie wurde auch keine pflichtbewusste Hausfrau und beklagte noch als Erwachsene ihren Mangel an Sprachkenntnissen und Allgemeinbildung.
Nach dem Tod ihres Vaters, als 12-Jährige, wurde sie für einige Jahre von ihrer Cousine Johanne Henrikke Ancher aufgenommen, die als Ehefrau von Peter Collett den Gutshof Buskerud hovedgård in Modum bewohnte. Der aus dem Mittelalter stammende Hof, ursprünglich kirchlicher Besitz, war von 1760 bis 1883 im Eigentum der prominenten, ursprünglich aus England stammenden Familie Collett.
Es war auch in Buskerud, wo Magdalene Sophie am 12. September 1777 den damaligen „Studiosus“ Peter (oder Peder) Leganger Castberg (* 14. April 1752; † 6. Mai 1784) heiratete, einen Angehörigen der verzweigten Familie Castberg, Sohn des Pfarrers Isaach Wilhelm Castberg (1716–1767) und von Catharina Pedersdatter Leganger (1724–1764). Schon kurz nach der Heirat wurde sie von ihrem Mann getrennt, der als Schiffskaplan unterwegs war. Nach seiner Rückkehr lebte das Ehepaar einige Zeit (1778–1781) in der dänischen Hauptstadt Kopenhagen, eine im Vergleich zum ländlichen Norwegen mondäne Metropole. Hier fand sie schnell Zugang zu der literarischen Gesellschaft Det Norske Selskab (Die norwegische Gesellschaft). Als einzige Frau wurde sie von einem reinen Männerumfeld als Literatin akzeptiert und als Mitglied aufgenommen.
In diesen Jahren brachte sie auch drei Kinder zur Welt: Mogens Castberg (1777–1778), Peter Atke Castberg (1779–1813) und Michael Hellson Castberg (1780–1825). Peter Atke wurde später ein bedeutender Gehörlosenpädagoge in Kopenhagen. 1781 wurde ihr Ehemann Peter Leganger Castberg als Pfarrer nach Lund und später Flekkefjord berufen, wo er drei Jahre später mit knapp über 30 Jahren verstarb.
Magdalene Sophie erregte 1783 die Aufmerksamkeit des Publikums durch die Veröffentlichung von Adeluds til Torkild Trondesen in den Poetiske Samlinger der Norske Selskap. Es handelt sich dabei um eine Heroide, einen fiktiven lyrischen Liebesbrief einer als Heldin präsentierten Frau an ihren abwesenden Liebhaber bzw. Ehemann. Dieses Genre der Epistulae Heroidum wurde durch ein Frühwerk des römischen Dichters Ovid begründet und war im ausgehenden 18. Jahrhundert, dem empfindsamen, populär. Für ihr Werk wurde die junge Dichterin mit dem Ehrenpreis der Norske Selskap, dem ringen med den grønne sten (Ring mit grünen Stein) ausgezeichnet; und es brachte ihr von der Literaturkritik den Titel „Nordens Sappho“ (Sappho des Nordens) ein. Hohes Lob erfuhr die Heroide auch von Knud Lyne Rahbek, Ästhetikprofessor und Herausgeber der dänischen literarischen Monatsschrift Minerva.
Am 31. Oktober 1785 heiratete Magdalene Sophie erneut im Alter von 27 Jahren den fünf Jahre jüngeren Joachim Frederik Buchholm (* 1763; † 1. Mai 1834), damals Kaufmann in Flekkefjord, ab 1798 Zolleinnehmer in Stavanger (wohnhaft in Strand Gaden) und schließlich ab 1806 Zollinspektor in Kragerø. Während ihrer zweiten Ehe verbrachte sie ebenfalls viel Zeit in Kopenhagen mit ihren literarischen Kreisen, und ließ ihren Mann und ihre Kinder in Norwegen zurück. Aber auch in Kragerø nahm das Ehepaar bis zu seinem Lebensende am gesellschaftlichen und kulturellen Leben teil und hat Spuren in der Lokalgeschichte hinterlassen.
In den ersten drei Ehejahren wurden drei Kinder geboren: Petrea (Petronelle) Buchholm (* 1786; † 11. Februar 1874), Sophie Buchholm (* 1786; † nach 1801) und Mogens Gabriel Buchholm (1789-1868). Petrea Buchholm führte in bescheidener Weise die literarische Tradition ihrer Mutter fort, indem sie 1817 bzw. 1822 jeweils ein Buch Novellen veröffentlichte. Im Alter ohne eigene Familie, lebte sie 1865 im Haushalt ihres Bruders Mogens Gabriel.
Der Hauptteil von Magdalene Buchholms Lyrik erschien in dem Band Poesier, 1793 in erster Ausgabe mit 32 Gedichten, und 1806 in einer erweiterten Ausgabe mit 50 Gedichten und einem Porträt der Autorin. Einzelne Gedichte waren zuvor schon in Zeitschriften gedruckt worden, in der bereits erwähnten Minerva, in Tilskueren, Charis und den Norske Selskabs Skrifter. Nach 1814 erschienen gelegentlich weitere Gedichte, z. B. in Rigstidende anlässlich der Vereinigung von Norwegen mit Schweden. Sie hat auch ein dramatisches Werk verfasst, das weder aufgeführt noch gedruckt worden ist.
Magdalene Sophie Buchheim starb in Kragerø am 12. August 1825. Joachim Frederik überlebte sie um knapp neun Jahre.

## Kritik und Nachwirkung
Die Heroide Adeluds von 1783, die der jungen Dichterin den Sappho-Titel einbrachte, entsprach ganz dem literarischen Geschmack der Zeit, und traf auf viel Zustimmung, trotz oder vielleicht auch wegen sprachlicher Mängel: „In den etwas unbeholfenen Versen steckt so viel Leidenschaft, dass man hinter der literarischen Konvention ein echtes Gefühl erkennen kann.“ Zehn Jahre später war das Urteil in Christoph Friedrich Nicolais Bibliothek der schönen Wissenschaften und der freyen Künste schon nüchterner: „Adeluds til Torkind Trondesen, eine Heroide, nicht ohne Interesse und schöne Stellen, doch vermißt man nur zu oft die charakteristische Eigenheit, die die Heroide vor dem poetischen Brief und der Elegie voraus haben muß, die hin und wieder leidenschaftliche, nachdrückliche, in der vollen Stärke des Affekts abgebrochene Sprache.“
Die soeben erschienene Poesier resümiert der Kritiker folgendermaßen: „Ihre Gedichte athmen Geist, Leichtigkeit, bisweilen Feinheit, immer aber Gefühl. Einige machen auch ihrer Erfindungskraft Ehre. Indeß sind selbst ihre besten Stücke sich nicht gleich, sondern durch einzelne unedle, dunkle, sprachwidrige Ausdrücke entstellt.“ Anschließend zitiert er aber doch Auszüge aus Gedichten, die ihm gefallen, unter anderem „Eulalias Morgenklage, eine Art von Elegie, veranlaßt durch Kotzebues Menschenhaß und Reue. Die letzte Strophe ist vorzüglich schön:“
Tungt skal jeg leve, vandre hen

Den Tid mig endnu staaer tilbage.

Kun lindres ved at bruge den

Til Hielp for Usle, Arme, Svage.

Men naar jed laenge bödet har,

Og Döden skal mit Stöv hiemföre,

O da – ej rene Engle höre

Hvor stor mit Lives Bröde var.
Ich werde schwer leben, ich werde wandern

Die Zeit, die mir noch bleibt.

Kann nur gelindert werden, indem man sie nutzt

Um den Elenden, den Armen, den Schwachen zu helfen.

Doch wenn ich lange gebetet habe,

Und der Tod meinen Staub nach Hause bringt,

O dann – nicht nur Engel werden hören

Wie groß war das Brot meines Lebens.
In der Bibliothek der schönen Wissenschaften und der freyen Künste ohne deutsche Übersetzung zitiert, welche vielmehr von L stammt.
Ab dem Beginn des 19. Jahrhunderts konnte die Lyrik von Magdalene Sophie Buchholm „der Kritik nach romantischem Standard nicht mehr standhalten. Ihre Gedichte zeichnen sich nicht durch den Gebrauch von Bildern und Sprache aus. Es sind literarische Texte, in denen sie ihre Gedanken und Stimmungen ausdrückt. … Sie lässt keinen Zweifel daran, was sie bewegt: Sie wendet sich ‚til søstrene‘ (an die Schwestern) – wie der Titel eines programmatischen Gedichtes lautet – ‚til dem som kan føle, som jeg føler, og af hvem jeg altsaa kan vente mest Overbærenhed med mine Forsøg‘ (an die, die fühlen können, wie ich fühle, und von denen ich die meiste Nachsicht mit meinen Versuchen erwarten kann) Sie schreibt ganz offen über ihre Vernachlässigung als Ehefrau und Mutter. Sie offenbart auch ihr schweres Alkoholproblem: Bacchus hilft gegen die tödliche Langeweile.“
Die Offenherzigkeit, mit der sie mit ihren weiblichen Erfahrungen an die Öffentlichkeit tritt, hat im 20. Jahrhundert, das die romantischen Einstellungen hinter sich gelassen hat, neues Interesse an ihrem Werk geweckt. Schon 1904 hatte die Pädagogin Ragna Nielsen ihr ein Kapitel in Norske Kvinder i det 19de Aarhundrede (Norwegische Frauen im 19. Jahrhundert) gewidmet. Weitere Porträts folgten 1943 von Ulla Meyer und 1986 von Elisabeth Aasen. Die Spannung zwischen der Sehnsucht nach dichterischem Ausdruck und der demütigen Unterwerfung als Ehefrau im gutbürgerlichen Patriarchat, die ihre Gedichte durchzieht, macht Magdalene Sophie Buchholm noch im 21. Jahrhundert für Leserinnen (und Leser) interessant.

## Werke
(Quellen: )
- Adeluds til Torkild Trondesen. in: Det Norske Selskab (Hrsg.): Poetiske Samlinger. Heft 2, Kopenhagen 1783.
- Poesier. Trykt hos Hofbogtrykkerne N. Møller og Søn, Kopenhagen 1793. Digitalisat in der Nasjonalbiblioteket
  - Andet og forøgede Oplag (zweite und erweiterte Ausgabe): Kopenhagen 1806, mit Porträt der Autorin
- Einzelne Gedichte in Zeitschriften:
  - in Minerva, 1788–1795
  - in der Wochenzeitung Samleren, II und III
  - in Tilskueren, Jahrgänge 1792, 1800 und 1802
  - in Charis für 1800, Seite 161–165
  - in Det Norske Selskabs Skrifter, 2det Stykke, 1783
  - in Rigstidende, 1815, Nr. 22 (Vereinigung von Norwegen und Schweden) und Nr. 46
  - Zetlitz’ Minde. in: Det norske Nationalblad. 1821, Heft XXI, Seite 129–130.